# Glypta caudata
Glypta caudata är en stekelart som beskrevs av Thomson 1889. Glypta caudata ingår i släktet Glypta och familjen brokparasitsteklar. Arten är reproducerande i Sverige. Utöver nominatformen finns också underarten G. c. alpestrator.